# ラズベリーケトン
ラズベリーケトン（英: Raspberry ketone）は、ヨーロッパキイチゴ Rubus idaeus に含まれる主な芳香族化合物である。香料。略称HPB。キウイフルーツ、桃、リンゴ、カエデ、松の木の樹皮などにも含まれる。体重減少をうたうサプリメントに利用されるが、ラズベリーケトンのみで効果を実証した利用できる研究はない。安全性についての検証も十分でない。

## 分布
キウイフルーツ、桃、リンゴ、カエデ、松の木の樹皮などにも含まれる。

## 利用
香料として用いられる。ソフトドリンクやお菓子によく使用される。
唐辛子に含まれるカプサイシンや、柑橘類のシネフリンに分子構造が似ている。
2002年3月には旧・カネボウ研究所の女性研究員がカプサイシンとの構造の違いに注目し、日本薬学会で試験結果を発表した。ラズベリーケトンを原料にしたダイエット用サプリメントを発売し、同社は1週間で効果が見られたという臨床試験を説明したが、参加人数など詳しい情報は明かされなかった。当時の効果表示についての法規制は弱く、日本で販売されるサプリメントには誇大宣伝が多いと欧州大衆薬協会は指摘し、ラズベリーケトンを香料として研究してきたラトガーズ大学教授のヘンリック・ペダーセンは、本当に大きな効果があるならそのことが判明していくはずだと語った。
2012年には、米国発のテレビ番組であるドクター・オズ・ショーにて、脂肪を燃焼させるとして取り上げられ体重減量のために普及したが、WebMDの調査では、ビタミンCやカフェインと併用した研究があり、ラズベリーケトン単体でのヒトを対象とした信頼できる科学的証拠がないと記載している。なお、カフェインでは体重減少作用を確認した研究がある。

## 安全性
カフェインと併用した8週間までの試験があるが、ラズベリーケトン単独で飲んだ場合の安全性についての十分な資料はなく、興奮作用のあるシネフリンに化学構造が似ているため懸念があり、血圧上昇作用の可能性がある。2017年時点で、安全性について十分研究されていない。
1992年にはラズベリーケトンを扱う労働者に白斑症状が見られた。これについて福田吉治は3人中2人は完治していないことを論文で報告した。
ラズベリーケトンを還元することによって製造されるロドデノール (4-HPB) は、カネボウ化粧品が美白成分として申請し化粧品に配合されて販売された後、白斑の被害を引き起こし2013年に回収された。ロドデノールはラズベリーケトンのケトン基が水酸基に置換したものである。福田の論文の存在が報道された。